# Fondo Nacional de Salud (Uruguay)
El Fondo Nacional de Salud (FONASA) es el ente financiero y administrador de salud en Uruguay. 

## Creación
Fue creado en 2007 por la Ley 18.131 con el objetivo de recaudar, administrar y distribuir el dinero que el Estado tiene destinado para el Sistema Nacional de Salud en Uruguay.

## Organización
Es administrado por el Banco de Previsión Social (BPS) y financia el régimen de prestación de asistencia médica de los beneficiarios del seguro de enfermedad y de los jubilados del BPS. Reglamenta el derecho a la protección de salud de todos los habitantes uruguayos, de trabajadores y a sus familiares: hijos a cargo menores de 18 años, mayores con discapacidad, propios así como los del cónyuge, o concubino cuando no estén amparados por sus padres biológicos o adoptivos; y también cónyuge o concubino que no posea por sí mismo la cobertura médica del Seguro Nacional de Salud.
Según la Ley N.º 18.211 Fonasa debíera ser fiscalizado por un órgano del Ministerio de Salud Pública de Uruguay.
En 2017 el Fonasa tiene en su padrón a 2.5 millones de personas y paga las cápitas a 43 instituciones de salud públicas y privadas.